# Гран-при Сочи (велогонка)
Гран-при Сочи — ежегодная шоссейная многодневная велогонка, проходящая по дорогам сначала СССР, а позднее России в Краснодарском крае с 1954 года.

## История
Впервые гонка стартовал 5 апреля 1954 года под названием «Всесоюзная весенняя Сочинская многодневная велогонка». В разное время она также называлась «велогонка на призы газеты „Черноморская здравница“»
Её результаты являлись отборочными для участие в составе сборной на Велогонке Мира, а также Чемпионате мира и Олимпийских играх.
В 2002 году становися международной и входит в календарь UCI. С 2005 года включается в календарь UCI Europe Tour имея категорию 2.2. До 2008 года включительно проводилась на черноморском побережье. Из-за олимпийской стройки в 2009 году гонка не проводилась, вместо этого была проведена Кубанская многодневка, видимо не имевшая даже континентального уровня. В 2010 году состоялся Гран-при Адыгеи, позиционировавшийся как прямой наследник Гран-при Сочи. Однако в 2011 году за 2 недели до адыгейской гонки начался Гран-при Сочи, и теперь в апреле на юге России проводятся 2 многодневки второй категории. Так как гонка 2008 года была 55-м Гран-при Сочи, а 2011 — 57-м, то 56-м видимо является Кубанская гонка.
В 2015 году в программе посвящённой гонке присутствовал список победителей за прошлые года проведения, который в период с 1954 по 1988 год практически полностью совпадает с данными на сайте cyclingarchives.com, где данная гонка значится как «Tour of Sochi». В то же время в 2008 году была проведена совершенно другая велогонка под названием Тур Сочи.
Среди победителей были гонщики, впоследствии добивавшиеся побед на престижных международных соревнованиях и гонках.

## Призёры

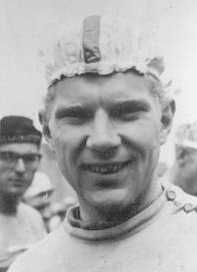
Алексей Петров

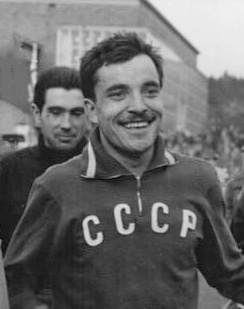
Гайнан Сайхуджин

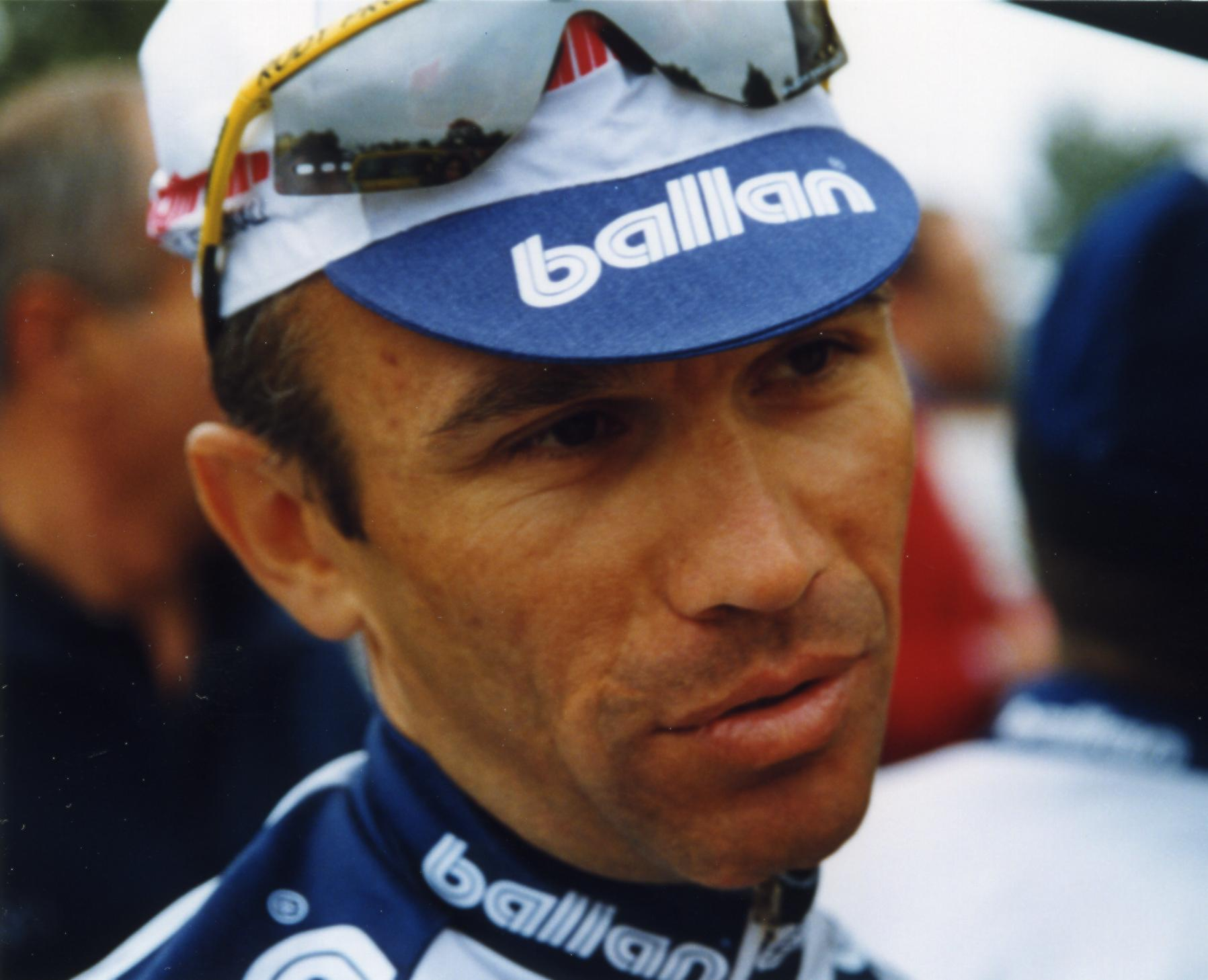
Пётр Угрюмов

| Год                                                                | Победитель           | Второй              | Третий              |
| ------------------------------------------------------------------ | -------------------- | ------------------- | ------------------- |
| 1954                                                               | Владимир Крючков     |                     |                     |
| 1955                                                               | Родислав Чижиков     |                     |                     |
| 1956                                                               | Николай Колумбет     |                     |                     |
| 1957                                                               | Виктор Капитонов     | Юрий Коледов        | Евгений Клевцов     |
| 1958                                                               | Евгений Клевцов      | Николай Колумбет    | Юрий Коледов        |
| 1959                                                               | Евгений Клевцов      |                     |                     |
| 1960                                                               | Гайнан Сайдхужин     |                     |                     |
| 1961                                                               | Алексей Петров       |                     |                     |
| 1962                                                               | Алексей Петров       |                     |                     |
| 1963                                                               | Анатолий Черепович   |                     |                     |
| 1964                                                               | Михаил Курбатов      |                     |                     |
| 1965                                                               | Станислав Шепель     |                     |                     |
| 1966                                                               | Александр Дохляков   |                     |                     |
| 1967                                                               | Виталий Ткаченко     |                     |                     |
| 1968                                                               | Эдуард Савин         |                     |                     |
| 1969                                                               | Александр Кулибин    |                     |                     |
| 1970                                                               | Гайнан Сайдхужин     |                     |                     |
| 1971                                                               | Анатолий Старков     |                     |                     |
| 1972                                                               | Владимир Баско       |                     |                     |
| 1973                                                               | Александр Гусятников |                     |                     |
| 1974                                                               | Николай Горелов      |                     |                     |
| 1975                                                               | Владимир Лесков      |                     |                     |
| 1976                                                               | Николай Горелов      | Сергей Морозов      | Геннадий Комнатов   |
| 1977                                                               | Юрий Захаров         |                     |                     |
| 1978                                                               | Владимир Осокин      |                     |                     |
| 1979                                                               | Сергей Морозов       |                     |                     |
| 1980                                                               | Леон Дежиц           |                     |                     |
| 1981                                                               | Юрий Баринов         | Юрий Каширин        | Леон Дежиц          |
| 1982                                                               | Иван Мищенко         | Сергей Сухорученков | Виктор Демиденко    |
| 1983                                                               | Иван Фелс            | Александр Куликов   | Юрий Каширин        |
| 1984                                                               | Пётр Угрюмов         | Виктор Демиденко    | Сергей Сухорученков |
| 1985                                                               | Виктор Климов        |                     |                     |
| 1986                                                               | Олег Чужда ст.       | Пётр Угрюмов        | Александр Трубин    |
| 1987                                                               | Пётр Угрюмов         | Иван Иванов         | Владимир Пульников  |
| 1988                                                               | Владимир Пульников   | Пётр Угрюмов        | Дмитрий Конышев     |
| 1989                                                               | Андрей Тетерюк       |                     |                     |
| 1990                                                               | Олег Половников      |                     |                     |
| 1991                                                               | Виктор Ржаксинский   |                     |                     |
| 1992                                                               | Александр Шефер      |                     |                     |
| 1993                                                               | Павел Черкасов       |                     |                     |
| 1994                                                               | Дмитрий Мурашко      |                     |                     |
| 1995                                                               | Валерий Расколов     |                     |                     |
| 1996                                                               | Денис Меньшов        |                     |                     |
| 1997                                                               | Иван Кравцов         |                     |                     |
| 1998                                                               | Алексей Тепляков     |                     |                     |
| 1999                                                               | Денис Сосновченко    |                     |                     |
| 2000                                                               | Михаил Тимошин       |                     |                     |
| 2001                                                               | Алексей Щебелин      |                     |                     |
| 2002                                                               | Ираклий Абрамян      |                     |                     |
| 2003                                                               | Станислав Белов      |                     |                     |
| 2004                                                               | Юрий Трофимов        |                     |                     |
| 2005                                                               | Александр Хатунцев   | Сергей Колесников   | Алексей Шмидт       |
| 2006                                                               | Сергей Колесников    | Александр Хатунцев  | Юрий Трофимов       |
| 2007                                                               | Алексей Шмидт        | Роман Климов        | Александр Бударагин |
| 2008                                                               | Дирк Мюллер          | Роман Климов        | Дмитрий Пузанов     |
| 2009 не проводилась — см. Кубанская многодневка 2010не проводилась |                      |                     |                     |
| 2011                                                               | Бьёрн Шрёдер         | Александр Шейдик    | Сергей Рудасков     |
| 2012                                                               | Иван Стевич          | Дмитрий Косяков     | Анатолий Пахтусов   |
| 2013                                                               | Виталий Буц          | Максим Разумов      | Виталий Попков      |
| 2014                                                               | Ильнур Закарин       | Сергей Лагутин      | Дмитрий Самохвалов  |
| 2015                                                               | Александр Фолифоров  | Иван Савицкий       | Игорь Фролов        |
| 2018                                                               | Валерий Фаткулин     | Никита Бондарчук    | Владимир Ерёмкин    |
| 2019                                                               | Игорь Фролов         | Евгений Зотов       | Игорь Сидоров       |